# Habromys delicatulus
Habromys delicatulus là một loài động vật có vú trong họ Cricetidae, bộ Gặm nhấm. Loài này được Carleton, Sánchez, & Urbano Vidales mô tả năm 2002.